# Ђорђе Зличић
Ђорђе Зличић Цига (Ђурђево, код Жабља, 4. мај 1920 — Нови Сад, 7. фебруар 1942), учесник Народноослободилачке борбе и народни херој Југославије.

## Биографија
Рођен је 4. маја 1920. године у селу Ђурђеву, код Жабља. Потицао је из сиромашне занатлијске породице. Његови родитељи су се 1926. године преселили у Нови Сад, где је Ђорђе одрастао и завршио основну школу.
Потом је уписао гимназију, али је у другом разреду услед изненадне смрти његовог оца Нестора морао да прекине школовање и да пређе на учење графичког заната. Током учења заната, као шегрт је дошао у контакт са радничким покретом и синдикатима и 1937. године постао члан Уједињених радничких синдиката (УРС).
У току 1937. постао је члан масовне омладинске организације ОМПОК (Омладински покрет), преко кога је илегална Комунистичка партија деловала међу омладином. Ту се упознао и повезао са познатим војвођанским комунистима – Соњом Маринковић и Кочом Коларовим. Убрзо је и он постао члан илегалног Савеза комунситичке омладине Југославије (СКОЈ) и прикључио им се у раду на организовању и обнови скојевских организација у Војводини.
Августа 1940. године на Четвртој покрајинској конференцији СКОЈ-а за Војводину, одржаној у Петровграду Ђорђе је постао организациони секретар Покрајинског комитета СКОЈ-а за Војводину. На овој Конференцији је поднео реферат о радничкој омладини. Пошто је већ био члан Комунистичке партије Југославије (КПЈ), на Шестој покрајинској конференцији КПЈ за Војводину одржаној септембра 1940. године у Сремској Каменици био је изабран за члана Покрајинског комитета КПЈ за Војводину.
На Шестој земаљској конференцији СКОЈ-а одржаној у септембру 1940. у Загребу Ђорђе је био изабран за Бироа Централног комитета СКОЈ-а.
Убрзо по изласку Жарка Зрењанина из затвора, октобра 1940. Ђорђе је уместо организационог постао политички секретар ПК СКОЈ-а за Војводину. Као највиши руководилац СКОЈ-а у Војводини, Ђорђе се потпуно посветио револуционарном раду и раду на омасовљењу и организационом јачању СКОЈ-а. За само неколико месеци СКОЈ је постао једна од најмасовнијих омладинских организација у Војводини.
У току Априлског рата, 1941. године Ђорђе се као добровољац пријавио у Југословенску војску, али је успео да стигне само до Руме. Услед брзе пропасти војске, вратио се у Нови Сад како не би пао у заробљеништво. Крајем априла је прешао у Велики Бечкерек, где се повезао са Жарком Зрењанином и осталим члановима ПК КПЈ за Војводину.
Као скојевски руководилац, у данима припрема за оружани устанак активно је радио на организовању омладине у Банату и Бачкој и њеном укључивању у Народноослободилачки покрет (НОП). Током лета 1941. године, као секретар ПК СКОЈ-а, Зличић организује омладинске диверзантске и саботажне акције у којима је и сам активно учествовао. Са групом скојеваца је организовао и 30. августа у Новом Саду заједно са својим нераздвојним другом Костом Шокицом ликвидирао предратног полицијског агента Ласла Келча Лацику који је и сам био члан УРС-ових синдиката у предратно време, али се ставио у службу окупатора и обилато користио своје познавање радничког покрета чиме је нанео велику штету народном покрету у Новом Саду. Од тада, новосадска полиција је упорно трагала за Ђорђем. Истовремено је за њим трагала и полиција из Великог Бечкерека, због неколико акција паљења жита које је био организовао.
Почетком септембра, по партијском задатку је из Баната прешао у Бачку, са задатком да у Шајкашкој помогне организацију и стварање војних десетина и партизанског одреда. Заједно са Стеваном Дивниним, секретаром Среског комитета КПЈ и учесником Октобарске револуције, Ђорђе је радио на стварању услова за прихватање банатских партизана у Бачкој и њиховом пребацивању у Срем, односно на Фрушку гору. Окупатор је желео да осујети ову акцију, па је јаким снагама заузео Шајкашку и обале Тисе, а била је и поведена хајка на партизане. Упркос томе, Ђорђе је успео да организује пребацивање чланова Покрајинског комитета КПЈ за Војводину у Бачку половином септембра и да одржава везе с организацијама у Банату. Заједно са Костом Шокицом, 16. октобра 1941. године успео је да разоружа двојицу мађарских полицајаца и да умакне потери. Када их је сустигла друга патрола, убили су двојицу полицајаца.
Новембра 1941. године Ђорђе је прешао у Нови Сад и ту је са Тозом Марковићем и Бранком Бајићем, радио на обнови партијских и скојевских организација. У зиму 1941/42. наступио је изузетно тежак период за ослободилачки покрет у Бачкој и Банату, услед сталних хапшења и прогона. Упркос свим тешкоћама, Ђорђе је у дубокој илегалности наставио да ради.
Мађарска полиција је успела да 1. фебруара 1942. године открије кућу Анцике Вол у Новом Саду у којој се налазио Ђорђе заједно са својом девојком Душицом Дејановић, Видом Каћански Лучић (1923—1942), куриром ПК КПЈ за Војводину и Анциком Вол. Полиција је опколила кућу и позвала четворку на предају, али је Ђорђе заједно са другарицама одбио да се предају. Пружили су отпор полицији, који је потрајао читава три сата. Када му је понестало метака, Ђорђе је голорук јурнуо напоље у нади да ће успети некако да побегне, али је био изрешетан рафалима. Тешко рањен је био пренет у злогласну „Армију“, где је упркос озбиљним ранама био подвргнут мучењима. Иследницима није ништа рекао, а због лошег стања у коме се налазио убрзо је умро 7. фебруара.
Указом Президијума Народне скупштине Федеративне Народне Републике Југославије, 5. јула 1951. године, проглашен је за народног хероја.

## Галерија
- Кућа на којој је спомен плоча посвећена убиству Ђорђа Зличића, Виде Каћански-Лучић, Душице Дејановић и Анцике Вол
- Спомен плоча Ђорђу Зличићу, Душици Дејановић, Види Кађански-Лучић и Анцики Вол које су животе изгубиле приликом обрачуна са мађарским окупатором 3. фебруара 1942. године.
- Зграда са Спомен плочом посвећеној Ђорђу Зличићу на углу улица Партизанске и Ђорђа Зличића у Новом Саду
- Спомен плоча са рељефним ликом Ђорђа Зличића, рад вајара Љубомира Денковића, постављена 1972. године на згради на углу улица Партизанске и Ђорђа Зличића у Новом Саду